# JR貨物UM14C形コンテナ
UM14A形コンテナ（UM14Aがたコンテナ）は、日本貨物鉄道（JR貨物）輸送用として籍を編入した20 ft・床面積が14m3仕様の、普通品輸送向け私有コンテナ（無蓋コンテナ）である。
形式の数字部位 「 14 」は、無蓋コンテナの床面積を元に決定される。このコンテナの床面積となる14㎥の算出は、厳密には端数四捨五入計算の為に、内容積13.5 - 14.4㎥の間に属するコンテナが対象となる。
また形式末尾のアルファベット一桁部位 「 C 」は、コンテナの使用用途（主たる目的）が 「 危険品の輸送 」を表す記号として、付与されている。

## 特記事項

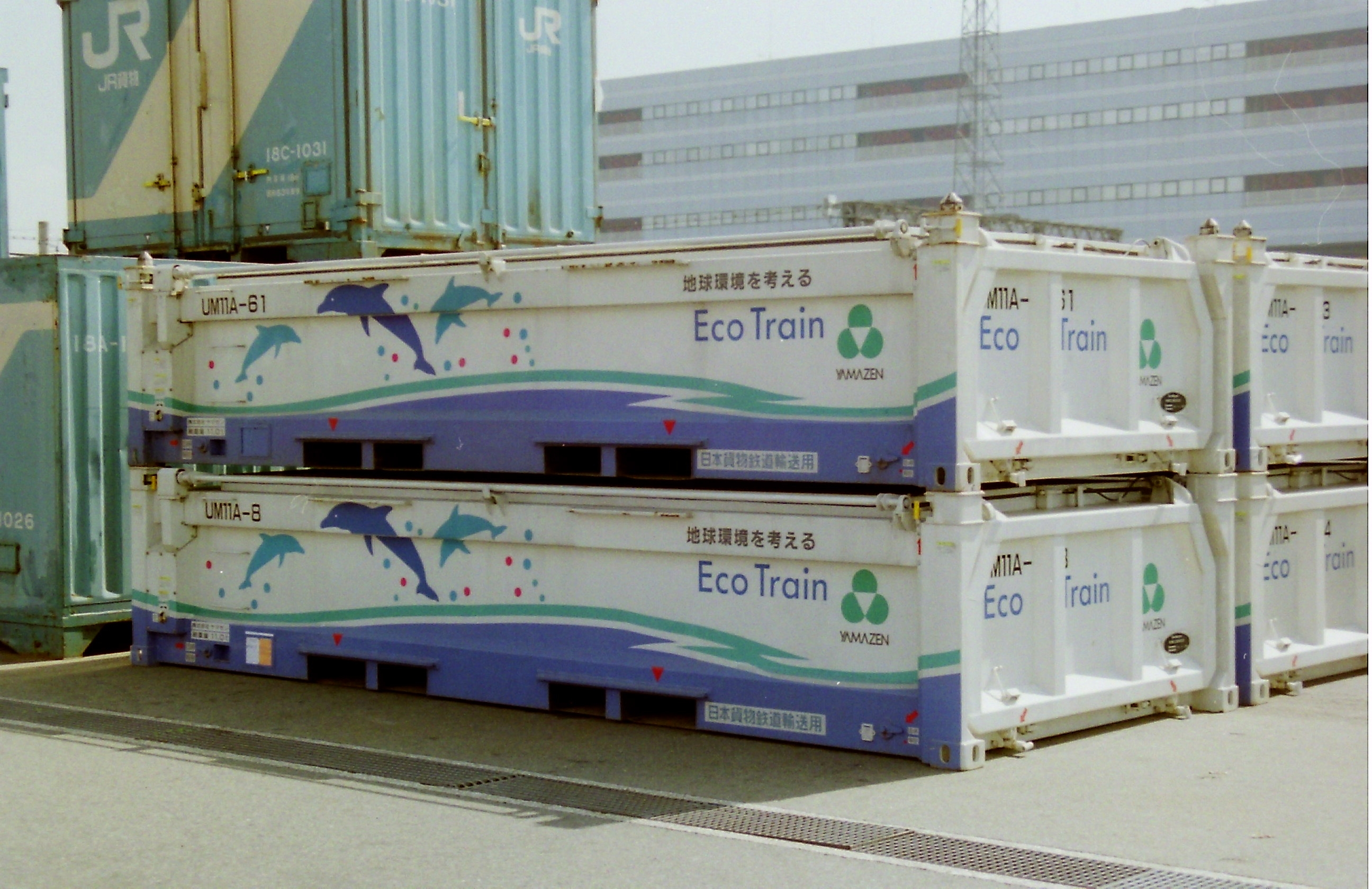
焼却灰輸送用、ダンプ式無蓋コンテナを二段積みにして、左端のコンテナと同等の高さに収めた事例。(東京(タ)にて、1997年10月撮影)

無蓋コンテナの形式によっては、汎用コンテナと同等の高さがあったり、逆に1／8サイズの板型の様に8段（12ftの場合）又は、1／4サイズの薄型の様に4段（20ftの場合）に積み上げてやっとドライコンテナと同等の高さに達するなど、他形式ではタンクコンテナ以外では見られない様な、見た目が多種多彩に入り乱れているのも無蓋コンテナ形式の特徴となっている。
さらに大きな特徴として、個々の構造にもよるが例えば段積み可能構造のコンテナで、輸送後に空コンとなった無蓋コンテナを2 - 4段に積み上げて一個の箱型コンテナ状に仕立てて、回送する方法も近年は盛んに利用されている。これは、通常は私有コンテナとしての空コン回送料金には、ある程度の割引料金が適用されるものの、例えば四個の無蓋コンテナを別々に回送すると四倍の料金が必要となる。これに対して、元々段積みできる構造の場合では四段に積み上げて一個分だけのコンテナとしての回送料金となる。

## 番台毎の概要

### 5000番台
5001 - 5005
ティーエルロジコム所有、液化塩化水素輸送容器専用。最大総重量12.5t、自重2.5t。
横浜羽沢駅 - 北九州貨物ターミナル駅間と横浜羽沢駅 - 梅田駅間の2ルートで運用。

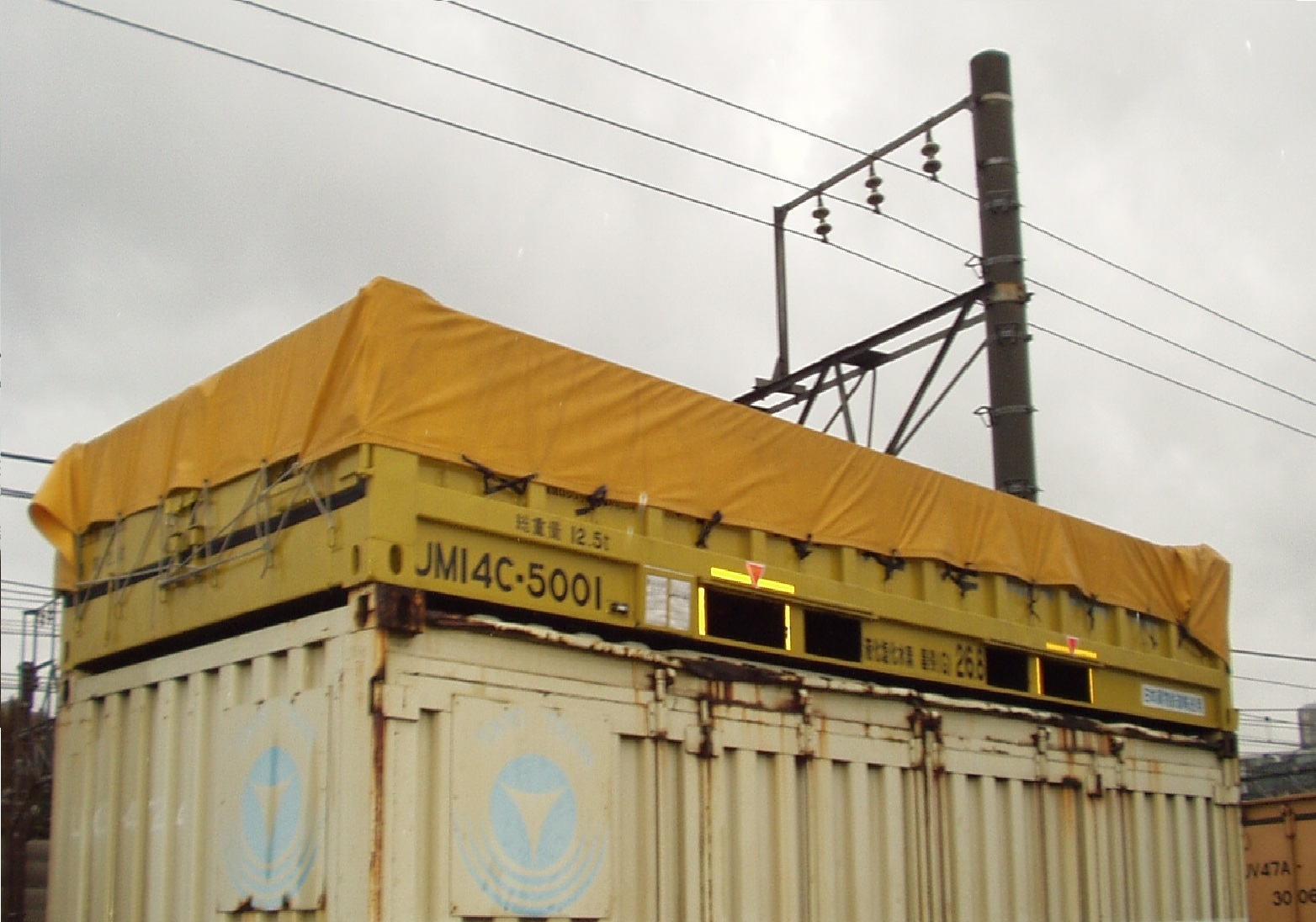
UM14C-5001 ティーエルロジコム所有。
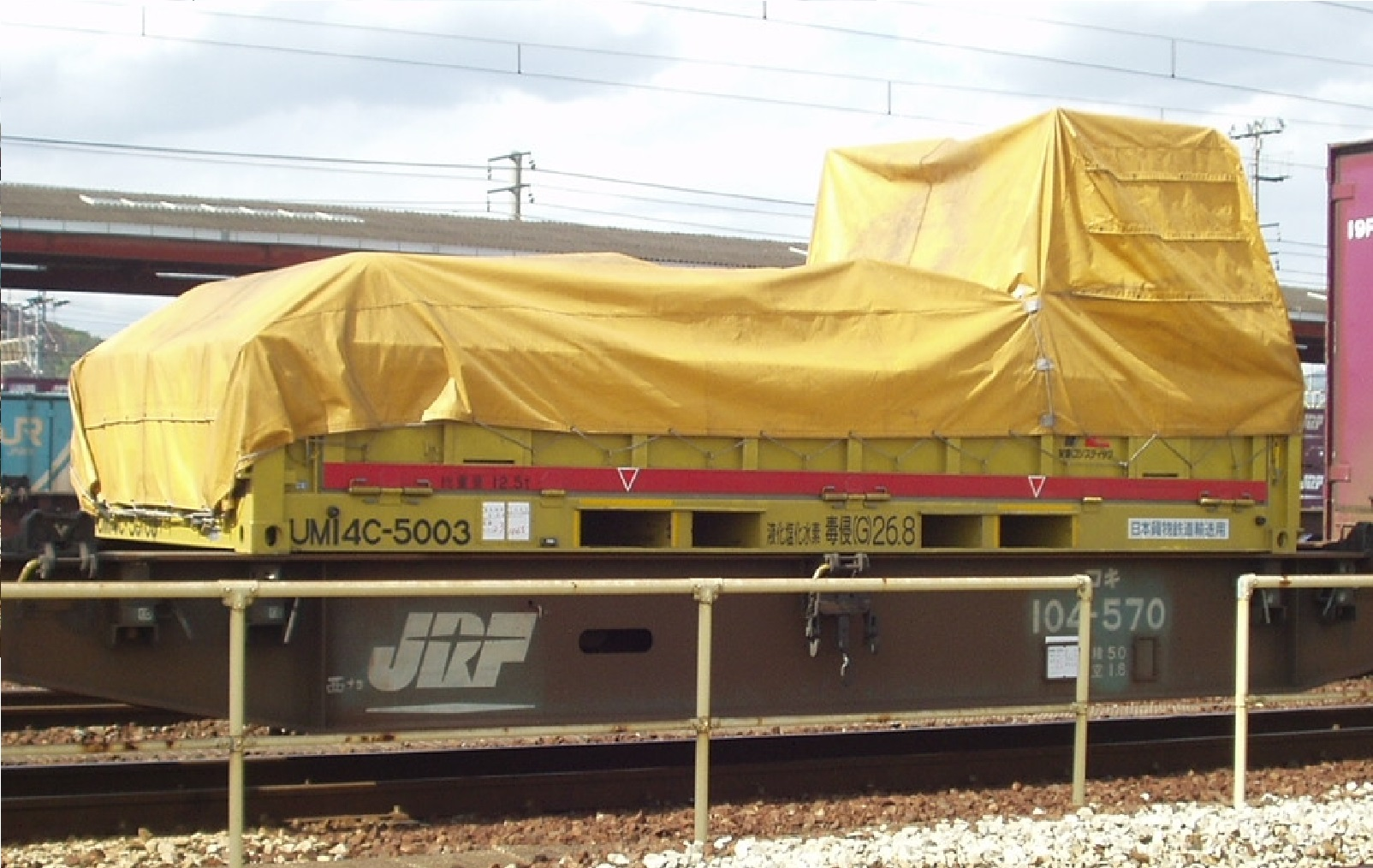
UM14C-5003 ティーエルロジコム所有。